# 1975年の全日本ロードレース選手権
1975年の全日本ロードレース選手権 (1975ねん の ぜんにほんロードレースせんしゅけん) は、1975年3月16日の筑波フォーミュラグレーテストレース大会で開幕し、同年10月12日の日本グランプリロードレース大会（鈴鹿）で閉幕した全9戦による1975年シーズンの全日本ロードレース選手権である。
トップカテゴリのセニア750ccクラスチャンピオンは浅見貞男（ヤマハ / ワールドワイドMC）が獲得した。

## 1975年シーズン
750ccクラスにFL(フォーミュラリブレ/ ポイント対象外の改造自由車両)で参戦した和田正宏・清原明彦・阿部孝夫のカワサキ勢が速さを見せ、ポイント対象外ではあったが特に鈴鹿では最速の存在であった。和田は第5戦鈴鹿大会で2分22秒4のコースレコードをマークし、前年最終戦でヤマハの河崎裕之が出した2分23秒6を1秒以上更新、「鈴鹿で一番速い男」の称号を取り返した。清原も筑波大会で1分4秒台に入るニューレコードを樹立した。
750ccの選手権争いは、関西の神戸木の実レーシングに所属する片山敬済・毛利良一の2人が第5戦まで勝利を分け合い、ポイント争い1位2位を独占。続いて東京のワールドワイドMCから参戦する浅見貞男がランキング3番手で追う展開となった。片山はシーズン途中で渡欧し世界グランプリに進出したため全日本タイトル争いから離れた。浅見は第9戦筑波でFL参戦の安良岡健を上回り総合2位（クラス優勝）でポイントを積み重ね、最終戦日本GPでは毛利を有効ポイントで1ポイント逆転、トップカテゴリーでのタイトル獲得を果たした。
セニア125ccクラスは最終戦を終えてホンダの上田公次とヤマハの江崎正が同ポイントで並ぶ接戦となり、上位入賞回数で上回る江崎がチャンピオンとなった。江崎は年末に'75MFJ最優秀選手賞も獲得した。
同年の全日本ロードレースで起きた新しい動きとして、第6戦がこの年5月に開業したばかりのスポーツランドSUGOで初開催となったほか、第7戦鈴鹿200マイル大会ではサポートレースとして初の一般市販オートバイによるプロダクション・レースが開催され、参戦費用の上限が定められているなどイコールコンディション重視であり参戦のしやすさからMFJライセンス講習申請者が急激に増加するなどの出来事があった。
一方、9月9日には、ボルドール24時間耐久ロードレース参戦のためフランスに遠征しル・マン・ブガッティサーキットでテスト走行をしていたホンダ・ワークスの隅谷守男が転倒し、この事故のため死去した。

## スケジュールおよび勝者
| Rd.          | 決勝日         | 開催イベント                                                     | フォーミュラリブレ優勝‡ | 750cc 優勝 | 125cc 優勝    |
| ------------ | -------------- | ---------------------------------------------------------------- | ----------------------- | ---------- | ------------- |
| 1            | 3月16日        | 筑波・モーターサイクル・フォーミュラグレートレース大会 (4輪併催) | 清原明彦‡               | 片山敬済*  | 石井康夫 (EJ) |
| 2            | 4月6日 4月13日 | 鈴鹿2&4レース 全日本ロードレース選手権 ロードレース筑波大会      |                         | 毛利良一   | 石井康夫 (EJ) |
| 3            | 4月29日        | 全日本選手権 鈴鹿ロードレース大会                                | 和田正宏‡               | 片山敬済*  | 角谷新二      |
| 4            | 5月25日        | 全日本選手権 筑波ロードレース大会                                | 清原明彦‡               | 片山敬済*  | 相沢清 (EJ)   |
| 5            | 6月8日         | 全日本選手権 鈴鹿ロードレース大会                                | 和田正宏‡               | 毛利良一*  | 上田公次      |
| 6            | 7月20日        | 全日本選手権 菅生ロードレース大会                                | 高井幾次郎‡             | 浅見貞男*  | 相沢清 (EJ)   |
| 7            | 8月10日        | 全日本選手権 鈴鹿200マイルレース大会                             | 清原明彦‡               | 毛利良一*  | 上田公次      |
| 8            | 9月14日        | 筑波グレートレース大会 （4輪併催）                               | 清原明彦‡               | 浅見貞男*  | 相沢清 (EJ)   |
| 9            | 10月12日       | 第12回日本グランプリロードレース大会（鈴鹿）                     | 金谷秀夫‡               | 浅見貞男*  | 上田公次      |
| チャンピオン | チャンピオン   | チャンピオン                                                     | ※選手権対象外※          | 浅見貞男   | 江崎正        |

- ‡混走したフォーミュラ・リブレ (FL)、全日本選手権ポイントの対象外。
- 第2戦は4月5-6日に鈴鹿で750ccクラスを開催、750cc以外は4月12-13日に筑波サーキットで開催。
- 最終戦日本GP決勝は悪天となり、KR750の清原、阿部、杉本、TZ750の片山、高井、河崎の他7名の選手が危険性を訴え出走せず。

## 表彰
- MFJ最優秀選手
  - セニア部門 ：江崎正（チーム・レーシングスポーツ）
  - ジュニア部門 ：石井康夫（ワールドワイドMC）

## ポイントランキング
| 順位     | 1位 | 2位 | 3位 | 4位 | 5位 | 6位 | 7位 | 8位 | 9位 | 10位 |
| ポイント | 15  | 12  | 10  | 8   | 6   | 5   | 4   | 3   | 2   | 1    |
| -------- | --- | --- | --- | --- | --- | --- | --- | --- | --- | ---- |

- 上位5戦分の獲得ポイント数で争われる有効ポイント制。
- 最終戦・日本GPでは、ボーナスポイントとして入賞者に従来のポイントに加えて3ポイントが与えられる。
- 最終戦終了後に有効獲得ポイント1位であっても、そのポイント数が30点未満の者はチャンピオンとせずランキング2位となり、以下の順位も繰り下げられる[8]。

### 750cc
| 順位                 | No. | ライダー   | 使用車両 | 1 TSU | 2 SUZ | 3 SUZ | 4 TSU | 5 SUZ | 6 SUG | 7 SUZ | 8 TSU | 9 SUZ | ポイント |
| -------------------- | --- | ---------- | -------- | ----- | ----- | ----- | ----- | ----- | ----- | ----- | ----- | ----- | -------- |
| 1                    |     | 浅見貞男   | ヤマハ   |       |       |       |       |       |       |       |       |       | 70 (75)  |
| 2                    |     | 毛利良一   | ヤマハ   |       |       |       |       |       |       |       |       |       | 69 (91)  |
| 3                    |     | 片山敬済   | ヤマハ   |       |       |       |       | -     | -     | -     | -     | DNS   | 57       |
| 選手権ポイント対象外 |     |            |          |       |       |       |       |       |       |       |       |       |          |
| -                    |     | 和田正宏   | カワサキ |       |       | 1‡    |       | 1‡    |       |       |       |       | -        |
| -                    |     | 清原明彦   | カワサキ | 1‡    |       |       | 1‡    |       |       | 1‡    | 1‡    |       | -        |
| -                    |     | 阿部孝夫   | カワサキ |       |       |       |       |       |       |       |       | DNS   | -        |
| -                    |     | 金谷秀夫   | ヤマハ   |       |       |       |       |       |       |       |       | 1‡    | -        |
| -                    |     | 高井幾次郎 | ヤマハ   |       |       |       |       |       | 1‡    |       |       | DNS   | -        |
| -                    |     | 河崎裕之   | ヤマハ   |       |       |       |       |       |       |       |       | DNS   | -        |

- ‡混走したフォーミュラ・リブレ (FL)、全日本選手権ポイントの対象外。

### ジュニア区分
| ライセンス             | クラス | チャンピオン | マシン     | チーム                       |
| ---------------------- | ------ | ------------ | ---------- | ---------------------------- |
| エキスパート・ジュニア | 750cc  | 石井康夫     | ヤマハ・TZ | ワールドワイドMC             |
| エキスパート・ジュニア | 125cc  | 相沢清       | ホンダ     | ブルーヘルメットMSC          |
| ジュニア               | 350cc  | 大島孝治     |            | 野田ジュニアレーシングチーム |
| ジュニア               | 250cc  | 酒井克       |            | 神戸木の実レーシング         |
| ジュニア               | 125cc  | 山梨保       |            | 浜松エスカルゴ               |
| ジュニア               | 90cc   | 田口勝雄     |            | チーム永楽                   |
| ノービス               | 250cc  | 桶谷俊彦     |            |                              |
| ノービス               | 125cc  | 東金育男     |            | 浜松エスカルゴ               |
| ノービス               | 90cc   | 片橋英治     |            |                              |